# Очищення стічних вод від нафтопродуктів

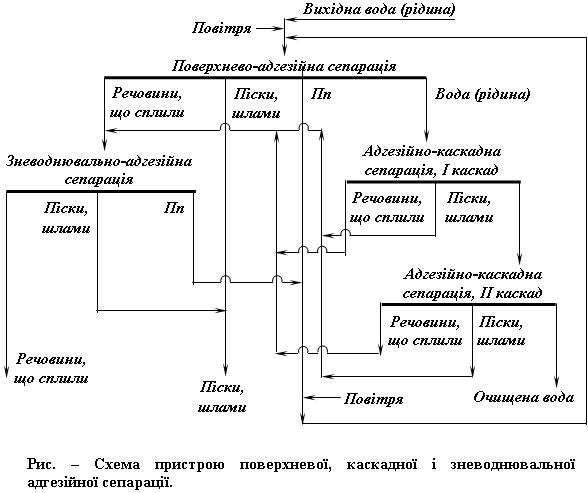

Очищення стічних вод від нафтопродуктів, концентрація яких у стічних водах збагачувальних фабрик близько 10 мг/л, а за нормами ГДК допускається 0,1—0,3 мг/л, здійснюється за складною схемою, яка передбачає вловлювання їх у нафтопастках, коагуляцію стоків сульфатом заліза і вапном, флотаційне очищення, фільтрування стічних вод крізь кварцові і сульфовугільні фільтри.
Для очищення вод, які містять масло і нафту, широко розповсюджені адгезійна і напірна флотації. Схеми пристроїв адгезійної сепарації наведені на рис. 
В основі адгезійної сепарації лежить принцип створення завдяки силам адгезії комплексу твердої або іншої речовини з повітряною бульбашкою. 
Повітряні бульбашки, тверді речовини і речовини, що до них прилипли виносяться на межу «повітря – вода» потоками рідини (пульпи). 
Переваги пристроїв адгезійного очищення стічних вод такі: пристрої самонастроюються; займають невелику площу; разом з нафтою і маслами виводяться й тонкі шлами; вміст кисню збільшується до вмісту звичайної води; застосування коагулянтів не потрібне.